# Wuxi Zhongcai Corporation
Wuxi Zhongcai Corporation — китайская металлургическая корпорация. Производит листовой металл холодного проката и алюминий. Штаб-квартира расположена в городе Уси (провинция Цзянсу).